# Хьюм, Дональд (гребец)
Дональд Брюс (Дон) Хьюм (англ. Donald Bruce "Don" Hume; 25 июля 1915, Олимпия — 16 сентября 2001, Монро, Вашингтон) — американский гребец, выступавший за сборную США по академической гребле в середине 1930-х годов. Чемпион летних Олимпийских игр в Берлине, победитель и призёр многих студенческих регат.

## Биография
Дональд Хьюм родился 25 июля 1915 года в городе Олимпия, штат Вашингтон.
Начал заниматься академической греблей во время учёбы в Вашингтонском университете в Сиэтле, состоял в местной гребной команде «Вашингтон Хаскис», неоднократно принимал участие в различных студенческих регатах, в частности в восьмёрках выигрывал чемпионат Межуниверситетской гребной ассоциации (IRA).
Наивысшего успеха в гребле на международном уровне добился в сезоне 1936 года, когда вошёл в основной состав американской национальной сборной и благодаря череде удачных выступлений удостоился права защищать честь страны на летних Олимпийских играх в Берлине. В составе распашного экипажа-восьмёрки с рулевым в финале обошёл всех своих соперников, в том числе более чем на полсекунды опередил ближайших преследователей из Италии, и тем самым завоевал золотую олимпийскую медаль.
За выдающиеся спортивные достижения включён в Зал славы Вашингтонского университета.
Во время Второй мировой войны был моряком торгового флота США. Впоследствии работал в нефтегазовой промышленности, благодаря чему имел возможность много путешествовать по всему миру. Занимал должность президента West Coast Mining Association.
Умер 16 сентября 2001 года в городе Монро, штат Вашингтон, в возрасте 86 лет.